# Блаунштейн, Натан Шаевич
Ната́н Ша́евич Блаунште́йн (ивр. נתן בלאונשטיין‎, англ. Nathan Blaunstein; род. 4 мая 1948, Бельцы, Молдавская ССР) — советский и израильский радиофизик, доктор физико-математических наук (1991), профессор (1991).

## Биография
Родился в Бельцах, в семье Шаи Нахмановича (Натановича) Блаунштейна (1908—1972) и Фриды Ароновны Нисенбойм (1908—?). Выпускник Томского государственного университета (1972). В 1972—1974 годах — научный сотрудник в Сибирском физико-техническом институте, в 1974—1975 годах — на кафедре радиофизики Томского государственного университета. В 1976—1992 годах — в Бельцком педагогическом институте, в 1989—1992 годах одновременно директор геофизической обсерватории в Бельцах. В 1984 году защитил кандидатскую диссертацию по теме «Диффузное расплывание неоднородностей в ионосфере», в 1991 году — докторскую диссертацию по теме «Моделирование эволюции искусственных возмущений ионосферной плазмы».
С 1993 года — в Университете имени Бен-Гуриона в Беэр-Шеве, с 2001 года — профессор отделения электрической и компьютерной инженерии. С начала 2000-х годов занимается разработкой методов предсказания землетрясений, на основе которых была организована компания «Ionoterra», а также вопросами использования инфракрасной томографии в медицинской диагностике. Профессор Иерусалимского технологического колледжа.

## Монографии
- Эволюция искусственных плазменных неоднородностей в ионосфере Земли (с Н. Д. Филиппом, В. Н. Ораевским и Ю. Я. Ружиным). Кишинёв: Штиинца, 1986. — 248 с.
- Исследование процессов расплывания искусственных неоднородностей в ионосфере. Бельцкий государственный педагогический институт, 1986. — 115 с.
- Основы информатики и вычислительной техники (учебное пособие, с В. И. Кабаком). Кишинёв: Штиинца, 1988.
- Основы информатики и вычислительной техники с применением к лингвистике (учебное пособие, с Я. А. Ваграменко и Л. С. Сержаном). М.: МОПИ, 1989.
- Основы информатики и вычислительной техники (учебное пособие для студентов общетехнических дисциплин, с Н. Д. Филиппом). Кишинёв: КГУ, 1990.
- Основы информатики и вычислительной техники (учебное пособие для естественных и общественных специальностей вузов, с В. И. Кабаком). Кишинёв: КГУ, 1990.
- Современные методы исследования динамических процессов в ионосфере (с Н. Д. Филиппом и Л. М. Ерухимовым). Кишинёв: Штиинца, 1991.
- Radio Propagation in Cellular Networks. Artech House Mobile Communications Library. Artech House Publishers, 2000. — 405 p.
- Multipath Phenomena in Cellular Networks (с Jørgen Bach Andersen). Artech House Mobile Communications. Artech House Publishers, 2002. — 376 p.
- Radio Propagation and Adaptive Antennas for Wireless Communication Links: Terrestrial, Atmospheric and Ionospheric (с Christos G. Christodoulou). Wiley Series in Microwave and Optical Engineering. Wiley-Interscience, 2006. — 614 p.
- Procese Dinamice în Ionosferă — Metode de Cercetare (с Ureadov, V., Ivanov, V., Plohotniuk, E., Eruhimov, L., Filipp, N., на румынском языке). Iaşi: Tehnopress, 2006. — 384 p.
- Ionosphere and Applied Aspects of Radio Communication and Radar (с Е. Ф. Плохотнюком). New York: CRC Press, 2008; Routledge, 2018. — 600 p.
- Applied Aspects of Optical Communication and LIDAR (с Шломи Арноном, Натаном Копейкой и Аркадием Зильберманом). Auerbach Publications, 2009. — 280 p.; там же, 2019. — 280 p.
- Radiophysical and Geomagnetic Effects of Rocket Burn and Launch in the Near-the-Earth Environment (с Леонидом Черногором). New York: CRC Press, 2013 и 2017. — 568 p.
- Radio Propagation and Adaptive Antennas for Wireless Communication Networks (с Christos G. Christodoulou). Wiley Series in Microwave and Optical Engineering. Second edition — Wiley, 2014. — 760 p.[9]
- Introduction to Radio Engineering (с Christos Christodoulou, Mikhail Sergeev). Taylor & Francis/CRC Press, 2016. — 294 p.
- Оптическая связь: оптоволоконная, атмосферная (с Е. А. Круком и М. Б. Сергеевым). Санкт-Петербургский государственный университет аэрокосмического приборостроения. СПб: ГУАП, 2016. — 286 с.
- Optical Waves and Laser Beams in the Irregular Atmosphere. Редакторы Натан Блаунштейн и Натан Копейка. New York: CRC Press, 2017. — 354 p.
- Electromagnetic and Acoustic Wave Tomography: Direct and Inverse Problems in Practical Applications. Редакторы Натан Блаунштейн и Владимир Якубов. CRC Press, 2018. — 380 p.
- Fiber Optic and Atmospheric Optical Communication (с Шломо Энгельбергом, Евгением Круком и Михаилом Сергеевым). Wiley—IEEE Press, 2019. — 224 p.
- Advanced Technologies and Wireless Networks Beyond 4G (с Yehuda Ben-Shimol). Wiley, 2020. — 280 p.
- The Physical Fundamentals of Electro-Optics (с Irit Juwiler). Cambridge Scholars Publishing, 2022. — 290 p.
- Biophysical Methods for Diagnosing Human Tissue Anomalies. Editors: Nathan Blaunstein, Ben-Zion Dekel. Cambridge Scholars Publishing, 2024. — 352 p.

## Публикации
- Численная модель диффузионного расплывания неоднородностей ионосферной плазмы (с Ю. Я. Ружиным). М.: ИЗМИРАН, 1986.
- Диффузионная релаксация анизотронных ионосферных неоднородностей (с Ю. Я. Ружиным и Н. Д. Филиппом). М.: ИЗМИРАН, 1988.
- Дрейф неоднородной плазмы в среднеширотной ионосфере (с Л. И. Мирзаевой, В. Н. Ораевским и Ю. Я. Ружиным). М.: ИЗМИРАН, 1988.